# Lafatscher Bach
Der Lafatscher Bach oder Lafatsch (teilweise auch Lafatschbach oder Lafatscher) ist ein linker Zufluss der Isar im Karwendel in Tirol. Er wird auch als Oberlauf der Isar angesehen.

## Geographie

### Verlauf
Der Lafatscher Bach entspringt östlich oberhalb des Hallerangerhauses aus einer auch als Isarquelle gekennzeichneten Quelle, die im Volksmund Lafatscherquelle genannt wird. Weiter fließt der Lafatscher Bach nördlich des Kleinen und Großen Lafatscher in westliche Richtung in Richtung Hinterautal, wo der Moserkarbach und der südlich der Birkkarspitze entspringende Birkkarbach einmünden. Wenige hundert Meter nach Einmündung des Birkkarbach befindet sich der offiziell als Isar-Ursprung bezeichnete Ort im Ostteil des Hinterautals. Die dortigen Quellen werden als  Ursprung der Isar bezeichnet, da der Lafatscherbach oft ausgetrocknet ist.

### Zuflüsse
- Moserkarbach (rechts)
- Birkkarbach (rechts)